# Tobias Hedl
Tobias Hedl (15 januari 2003) is een Oostenrijkse voetballer die speelt voor SV Zulte Waregem.

## Clubcarrière
Hedl begon zijn carrière bij SK Rapid Wien, waar hij vanaf het seizoen 2017/18 alle jeugdniveaus in de academie doorliep. Voor het seizoen 2020/21 maakte hij deel uit van de ploeg van Rapid's tweede elftal. Vanwege een blessure werd hij echter nooit ingezet in zijn eerste seizoen in de Tweede klasse. De spits maakte uiteindelijk zijn debuut in de 2e klasse in juli 2021 toen hij op de tweede speeldag van het seizoen 2021/22 speelde tegen FC Juniors OÖ in de 84e minuut inviel voor Nicholas Wunsch.
In augustus 2024 maakte hij tegen Sporting Braga voor het eerst deel uit van de Weense profploeg. Hij maakte zijn debuut voor Rapid eerste elftal in september 2024 in de Bundesliga tegen Wolfsberger AC. Hij speelde twee Bundesliga wedstrijden voor Rapid tot de winterstop van het seizoen 2024/25. 
Op 9 januari 2025 verhuisde de aanvaller naar België op huurbasis voor tweedeklasser SV Zulte Waregem. Hedl scoorde zijn eerste doelpunt voor Waregem op 21 februari 2025 in een 3-1 overwinning tegen Jong Genk. Nadat Zulte Waregem promotie naar de hoogste afdeling had afgedwongen, kondigde de club aan dat ze de aankoopoptie in Hedl zijn contract hadden gelicht. Hij tekende vervolgens een contract tot de zomer van 2027.

## Clubstatistieken[2]
| Seizoen         | Club               | Land                | Competitie        | Competitie | Competitie | Beker | Beker | Europa | Europa | Totaal | Totaal |
| Seizoen         | Club               | Land                | Competitie        | Wed.       | Dlp.       | Wed.  | Dlp.  | Wed.   | Dlp.   | Wed.   | Dlp.   |
| --------------- | ------------------ | ------------------- | ----------------- | ---------- | ---------- | ----- | ----- | ------ | ------ | ------ | ------ |
| 2021/22         | SK Rapid Wenen II  | Vlag van Oostenrijk | 2. Liga           | 15         | 3          | —     | —     | —      | —      | 15     | 3      |
| 2022/23         | SK Rapid Wenen II  | Vlag van Oostenrijk | 2. Liga           | 30         | 3          | —     | —     | —      | —      | 30     | 3      |
| 2023/24         | SK Rapid Wenen II  | Vlag van Oostenrijk | Regionalliga Oost | 29         | 18         | —     | —     | —      | —      | 29     | 18     |
| 2024/25         | SK Rapid Wenen II  | Vlag van Oostenrijk | 2. Liga           | 13         | 11         | —     | —     | —      | —      | 13     | 11     |
| 2024/25         | SK Rapid Wenen     | Vlag van Oostenrijk | Bundesliga        | 2          | 0          | —     | —     | 1      | 0      | 3      | 0      |
| 2024/25         | → SV Zulte Waregem | Vlag van België     | Eerste klasse B   | 10         | 4          | —     | —     | —      | —      | 7      | 3      |
| Carrière totaal | Carrière totaal    | Carrière totaal     | Carrière totaal   | 99         | 39         | 0     | 0     | 1      | 0      | 100    | 39     |

Bijgewerkt tot 27 april 2025.

## Nationale ploeg
Hedl speelde tussen 2017 en 2018 tweemaal voor het Oostenrijkse U-15-team, waarvoor hij vier doelpunten scoorde. Hij maakte zijn debuut voor het U-21-team tegen Slovenië in oktober 2024.

## Persoonlijk
Zijn vader Raimund was eveneens voetballer en bracht een groot deel van zijn carrière door bij Rapid, zijn broer Niklas maakt deel uit van de profploeg van Rapid.